# Воскресіння Христа

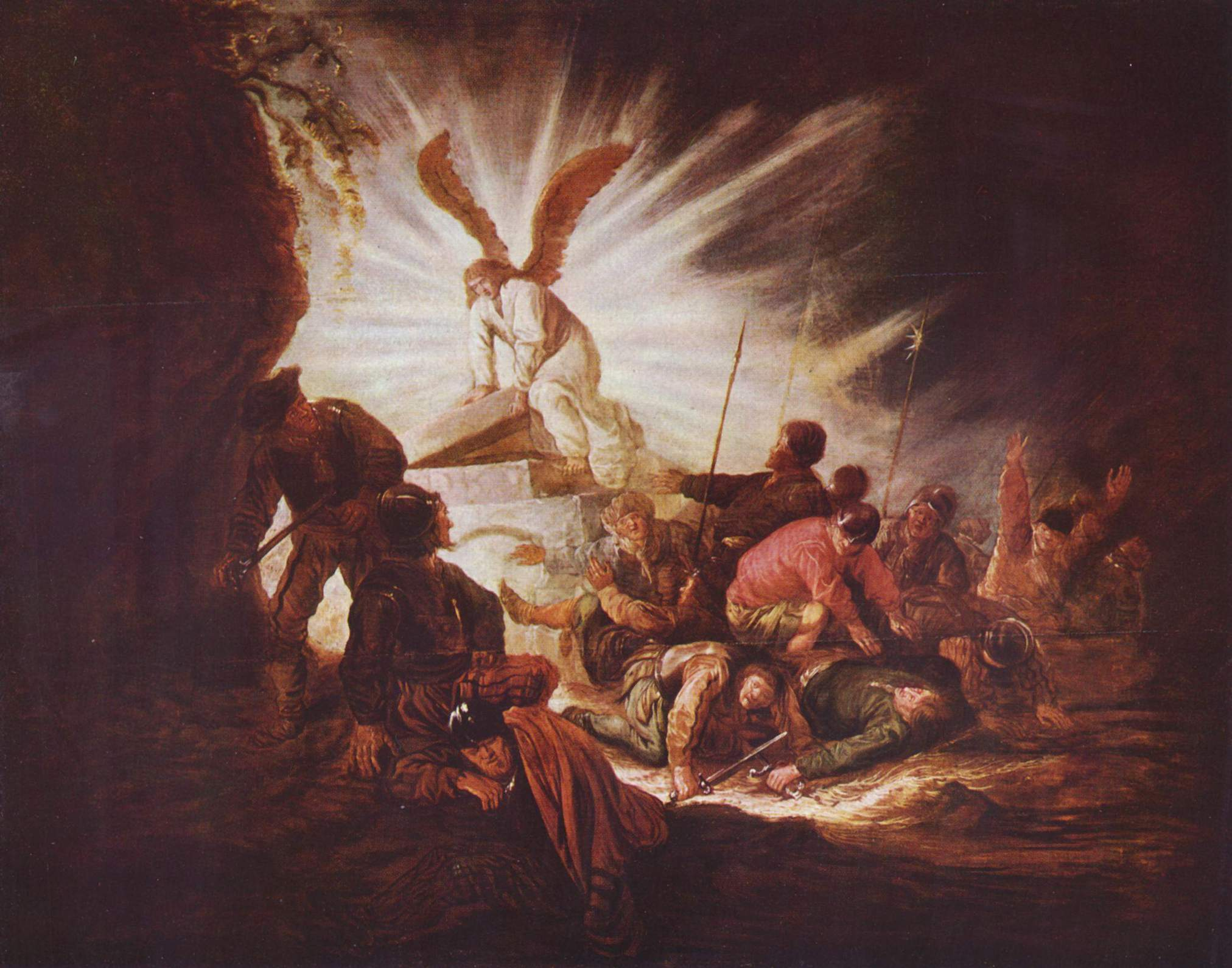
Беньямін Герітч. Христове воскресіння. Ангел відкриває Господній гріб (бл. 1640).

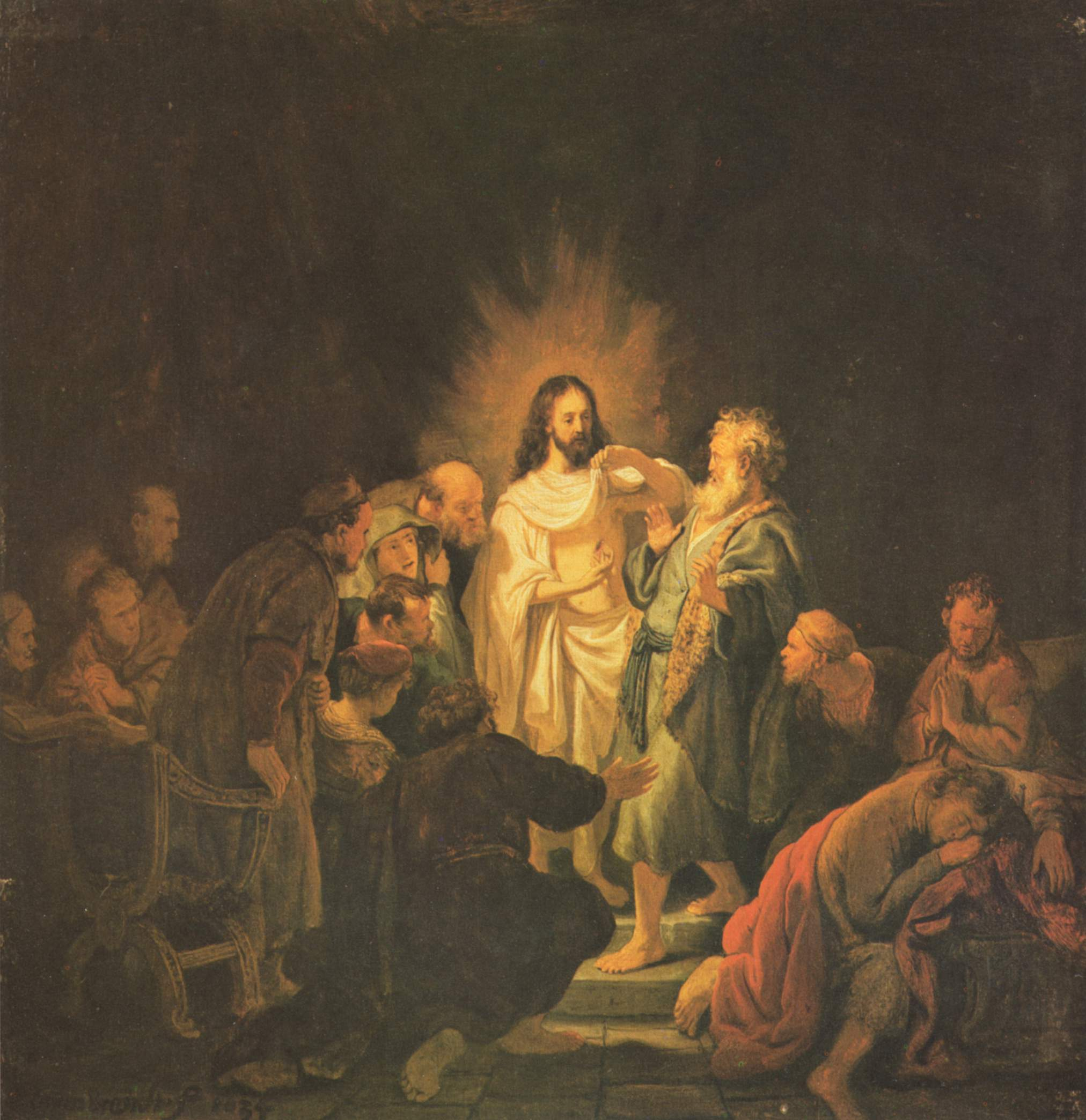
Рембрандт ван Рейн (1606—1669). Переконання святого Томи (1634).

Воскресіння Христа — воскресіння Ісуса Христа з мертвих по трьох днях після смерті, центральна доктрина в Християнстві, яка протягом сторіч проповідувалась язичникам і є найважливішою подією (і святом, знаним як Пасха чи Великдень) християнського суспільства. Апостол Павло сказав, якби Христос не воскрес, тоді вся християнська віра була б даремна.
| Коли ж бо Христос не воскрес, тоді віра ваша даремна, ви в своїх ще гріхах, тоді то загинули й ті, що в Христі упокоїлись! Коли ми надіємося на Христа тільки в цьому житті, то ми найнещасніші від усіх людей! Та нині Христос воскрес із мертвих, первісток серед покійних. Смерть бо через людину, і через Людину воскресення мертвих. Бо так, як в Адамі вмирають усі, так само в Христі всі оживуть. (1 до Коринтян 15:19). |
Згідно з Павлом, вся християнська віра залежить від воскресіння Христа. Християни щорічно святкують воскресіння Христа під час найбільшого свята християнського літургійного року — Великодня.
Ісус Христос воскрес о ранній порі в неділю, на початку нового єврейського тижня, оскільки у древніх євреїв неділя була першим днем тижня і починалася одразу після заходу сонця в суботу. Тому неділя, стала святим днем для християн і теж зветься Господнім Днем (грец. Kyriake Hemera). Для древніх євреїв Господнім днем був останній сьомий день тижня — субота (івр. שַׁבָּת, «відпочинок»). Тому четверта заповідь Шануй день Господній, щоби святити його розуміється християнами і юдеями по різному. Для християн Господній день воскресіння — неділя став днем відпочинку. Звідси його українська назва — неділя (від не ділати, не робити, тобто відпочивати). Також, виконання будь-якої ненастійної праці в неділю в християнстві вважається гріхом і ламанням четвертої заповіді, оскільки така праця порушує святість Господнього дня, яка полягає в покої та мирі. В середньовічній християнській церкві строго заборонялося виконувати будь-яку працю в неділю аж до сходу сонця в понеділок.

## Інші свідчення про воскресіння Христа
Крім Нового Заповіту, джерелами про воскресіння Христа є ранньохристиянські тексти, такі як послання священномученика Полікарпа Смирнського, Ігнатія Антіохійського.
До речових свідчень воскресіння християни відносять плащаницю, в яку Йосип Аримафейський сповивав тіло Ісуса. Плащаниця використовувалася на службі Страсної П'ятниці в Константинополі, цей звичай ліг в основу православного чину виносу плащаниці. Щодо справжності Туринської плащаниці сьогодні ведуться дискусії.